# Los Molinos (Kalifornija)
Los Molinos je naseljeno područje za statističke svrhe u američkoj saveznoj državi Kalifornija. Prema popisu stanovništva iz 2010. u njemu je živjelo 2.037 stanovnika.